# Luau (ort)
Luau är en ort i Angola.   Den ligger i provinsen Moxico, i den östra delen av landet, 1 000 kilometer öster om huvudstaden Luanda. Luau ligger 1 106 meter över havet och antalet invånare är 18 465.
Terrängen runt Luau är huvudsakligen platt. Luau ligger uppe på en höjd. Det finns inga andra samhällen i närheten. 
Omgivningarna runt Luau är en mosaik av jordbruksmark och naturlig växtlighet. Runt Luau är det mycket glesbefolkat, med 2 invånare per kvadratkilometer.